# Mordellistena lodingi
Mordellistena lodingi är en skalbaggsart som beskrevs av Liljeblad 1945. Mordellistena lodingi ingår i släktet Mordellistena och familjen tornbaggar. Inga underarter finns listade i Catalogue of Life.